# شارلوت چرچ
شارلوت چرچ (انگلیسی: Charlotte Church؛ زادهٔ ۲۱ فوریهٔ ۱۹۸۶) یک موسیقی‌دان اهل بریتانیا است. وی از سال ۱۹۹۷ میلادی تاکنون مشغول فعالیت بوده است.
شارلوت چرچ، خواننده و هنرمند ولزی، از سن ۱۱ سالگی به شهرت جهانی رسید و به عنوان "صدای یک فرشته" شناخته شد. با این حال، در اواخر نوجوانی، مطبوعات زرد توجه وسواسی به او نشان دادند و او را مورد آزار و اذیت قرار دادند. چرچ از این تجربه‌ها برای تقویت روحیه مبارزه‌جویانه خود استفاده کرد و به فعالیت‌های سیاسی و اجتماعی روی آورد. او در سال ۲۰۲۳ مرکز تفریحی "The Dreaming" را در دره الن، ولز افتتاح کرد که به عنوان پناهگاهی برای خود و دیگران عمل می‌کند. چرچ اکنون زندگی خود را بر طبیعت، شفا و بیان خلاق متمرکز کرده است و از فشارهای زندگی مشهور فاصله گرفته است.